# August von Loehr (Ingenieur)

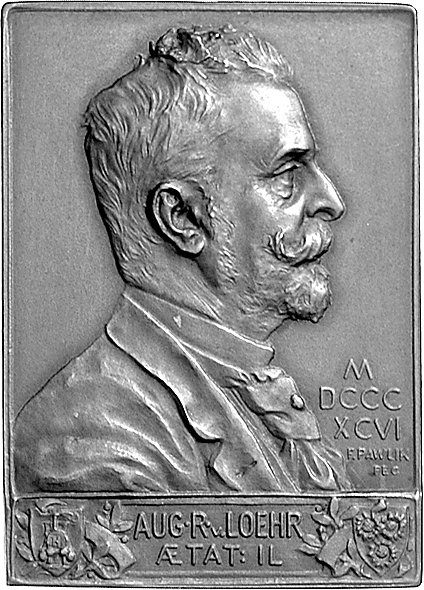
August Ritter von Loehr
(Bronzeplakette, 1896)

August Ritter von Loehr (* 5. Mai 1847 in Venedig; † 21. November 1917 in Graz) war ein österreichischer Eisenbahningenieur und Mineralien- und Münzsammler.

## Wirken
August von Loehr, Sohn des Eisenbahn-Architekten Moritz von Loehr, studierte an der Technischen Hochschule in Wien Maschinenbau und schloss sich 1865 dem dortigen Corps Alemannia an. Seit 1869 arbeitete er als Ingenieur für die Nordbahngesellschaft in Wien. Er erwarb sich zahlreiche Verdienste sowohl bei der Verbesserung der Technik wie der Verwaltung der Gesellschaft und trat 1908 als Zentralinspektor und Hofrat in den Ruhestand. Er war langjähriger Vorsitzender des Clubs der Österreichischen Eisenbahnbeamten und damit verbunden Herausgeber der Österreichischen Eisenbahnerzeitung.
In seiner Freizeit beschäftigte er sich mit Edelsteinen und legte eine bedeutende Sammlung an. Im Jahre 1901 gründete er zusammen mit dem damaligen Direktors der Mineralogisch-Petrographischen Abteilung am Naturhistorischen Museum, Friedrich Berwerth, die Wiener Mineralogische Gesellschaft (heute Österreichische Mineralogische Gesellschaft). Diese Gesellschaft wandte sich nicht nur an die Fachmineralogen, sondern auch an mineralogisch interessierte Laien und Sammler. Von 1901 bis zu seinem Tode war er im Vorstand der Gesellschaft. Seine Sammlung wurde vom Naturhistorischen Museum in Wien erworben.
Ferner sammelte und erforschte er österreichische Medaillen sowie Geldzeichen und Medaillen von und zum Eisenbahnwesen, diese Sammlung befindet sich heute im Eisenbahnmuseum. Er war Mitbegründer der Österreichischen Gesellschaft zur Förderung der Kleinplastik und der Medaillenkunst.
Als begeisterter Amateurphotograph engagierte er sich auch im Wiener Camera-Club, publizierte in den Wiener Photographischen Blättern und baute weit verbreitete Magnesium-Blitzlichtlampen.
August von Loehr erfand 1875 eine selbstaufziehende Taschenuhr, für die er am 10. Januar 1878 das deutsche Patent Nr. 1903 erhielt.
Von Loehr meldete 1878 ein englisches Patent auf ein Taschenuhrwerk mit automatischem Aufzug über eine Pendelschwungmasse (Pedometer-Prinzip Schrittzähler-Prinzip) an. Er ließ Taschenuhren mit diesem Werk in der Londoner Firma Selfwinding Watch Co.fertigen. Zwei Gehäuseausführungen wurden verwendet: rund und quadratisch. Letztere wurde von der Schweizer Uhrenfirma Hahn Frères & Cie. in Landeron gefertigt. Von Loehrs Taschenuhr war die einzige Automatikuhr dieser Art, die auch eine gewisse Verbreitung erreichte. Es wurden von der runden Version etwa 4000 Stück hergestellt und verkauft. Von Loehr hatte sich den Aufzug sowie den Gehäusebügel durch die Patente DE 1903, DE 3939, DE 14939, GB 1473 (1880), GB 4781 (1880) in Deutschland und England schützen lassen.
August von Loehr war Gründungsmitglied und erster Präsident der „Vereinigung der ständig beeideten Sachverständigen und Schätzmeister“ aus welcher der heute noch bestehende „Hauptverband der allgemein beeideten und gerichtlich zertifizierten Sachverständigen“ in Österreich hervorging.
Sein Sohn war der Numismatiker und Geldhistoriker August Ritter von Loehr (1882–1965).

## Schriften
- Geldzeichen, Jetons, Gedächtnismünzen und Medaillen von und für Eisenbahnen, Wien 1896
- Wiener Medailleure. Schroll, Wien 1899, (Digitalisat; Nachtrag. ebenda 1902).
- Mineralogisches Taschenbuch der Wiener Mineralogischen Gesellschaft. Wiener Mineralogischen Gesellschaft, Wien 1911.